# Lasiodiscus palustris
Lasiodiscus palustris är en brakvedsväxtart som beskrevs av E. Figueiredo. Lasiodiscus palustris ingår i släktet Lasiodiscus och familjen brakvedsväxter. Inga underarter finns listade i Catalogue of Life.